# ذخیره‌گاه طبیعی پچره-ایلیچ
ذخیره‌گاه طبیعی پچره-ایلیچ (به لاتین: Pechora-Ilych Nature Reserve) یک منطقهٔ مسکونی در روسیه است که در جمهوری کومی واقع شده‌است.